# Dirty Dancing – Piszkos tánc
A Dirty Dancing – Piszkos tánc (eredeti cím: Dirty Dancing) 1987-ben bemutatott amerikai romantikus zenés film, melyet Eleanor Bergstein forgatókönyvéből Emile Ardolino rendezett. A főbb szerepekben Jennifer Grey és Patrick Swayze látható.
Az 1987-es cannes-i filmfesztiválon debütáló film 1987. augusztus 21-én került az amerikai mozikba. Jegyeladási és kritikai szempontból is sikert aratott, "(I've Had) The Time of My Life" című betétdala Oscar-, Golden Globe- és Grammy-díjat nyert. 
2004-ben jelent meg az előzményfilmje Dirty Dancing 2. címmel, továbbá egy színpadi feldolgozása is elkészült.

## Történet
|  | Alább a cselekmény részletei következnek! |

1963 nyarán, a 17 éves New York-i Frances Houseman (nevét Frances Perkinsről kapta, aki az első nő volt az amerikai kormányban), becenevén Baby, a Kellerman Hegyi Tó Hotelban vakációzik jómódú középosztálybeli családjával. Baby azt tervezi, hogy a Mount Holyoke College-re fog járni, hogy közgazdaságtant tanuljon, hogy azután belépjen a békehadtestbe. Baby apja, Jake, az üdülőtulajdonos, Max Kellerman személyi orvosa. Baby táncolni tanul az üdülőhely táncoktatójától, Johnny Castle-től, aki a munkásosztályból származik. Amikor Babyt meghívják az egyik partira, megtetszik neki a tánc. Később Baby felfedezi, hogy Johnny táncpartnere, Penny Johnson terhes Robbie Gouldtól, a pincértől, aki Baby nővérével, Lisával randevúzik. Amikor Baby megtudja, hogy Robbie nem hajlandó tudomást venni a babáról, az apjától kér pénzt Penny abortuszára. Mivel Penny még lábadozik az abortusz után, ezért nem tud részt venni a táncversenyen, ahol minden évben Johnny és Penny is fellép. Baby elvállalja, hogy Johnny táncpartnere lesz a versenyen. Miközben gyakorolnak a versenyre, egymásba szeretnek. Az előadásuk a Sheldrake-ben nagyszerűen sikerül. Amikor visszatérnek a hotelba, megtudják, hogy Penny abortusza közben műhiba lépett fel. Baby ráveszi az apját, aki orvos, hogy segítsen, de az apa azt hiszi, hogy Penny Johnnytól terhes, ezért megtiltja Babynek, hogy találkozzon vele. Baby ellenszegül az apjának és titokban mégis találkozgat Johnnyval. A kapcsolatot felfedik, miután Johnnyt azzal vádolják, hogy lopott az egyik üdülővendégtől; Baby, hogy megóvja őt az elbocsátástól, bevallja, hogy Johhny azon az éjszakán vele volt. Johnnyt végül tisztázzák a lopás vádja alól. Dr. Houseman megtudja, hogy az igaz bűnös Penny terhességében Robbie volt, és nem Johnny, majd bocsánatot kér.
|  | Itt a vége a cselekmény részletezésének! |

## Szereplők
| Szerep                  | Színész            | Magyar hang        | Magyar hang         |  |
| Szerep                  | Színész            | 1. szinkron        | 2. szinkron         |  |
| ----------------------- | ------------------ | ------------------ | ------------------- |  |
| Frances 'Baby' Houseman | Jennifer Grey      | Kisfalvi Krisztina | Zsigmond Tamara     |  |
| Johnny Castle           | Patrick Swayze     | Kautzky Armand     | Kautzky Armand      |  |
| Penny Johnson           | Cynthia Rhodes     | Kiss Erika         | Makay Andrea        |  |
| Dr. Jake Houseman       | Jerry Orbach       | Kristóf Tibor      | Barbinek Péter      |  |
| Lisa Houseman           | Jane Brucker       | Spilák Klára       | Törtei Tünde        |  |
| Max Kellerman           | Jack Weston        | Szabó Ottó         | Konrád Antal        |  |
| Neil Kellerman          | Lonny Price        | Kassai Károly      | Barát Attila        |  |
| Marjorie Houseman       | Kelly Bishop       | Menszátor Magdolna | Menszátor Magdolna  |  |
| Robbie Gould            | Max Cantor         | Zalán János        | Barabás Kiss Zoltán |  |
| Tito Suarez             | Charles Honi Coles |                    |                     |  |
| Billy Kostecki          | Neal Jones         | Holl Nándor        | Seder Gábor         |  |
| Vivian Pressman         | Miranda Garrison   |                    |                     |  |
| Moe Pressman            | Garry Goodrow      |                    |                     |  |
| Sylvia Schumacher       | Paula Trueman      | Tanai Bella        | Várnagy Katalin     |  |
| Sydney Schumacher       | Alvin Myerovich    | nem szólal meg     | nem szólal meg      |  |
| Stan                    | Wayne Knight       | Kocsis György      | Pálfai Péter        |  |
| Személyzeti srác        | Antone Pagán       |                    |                     |  |
| Bűvész                  | Brucie Morrow      |                    |                     |  |
| Buszos srác             | Thomas Cannold     |                    |                     |  |

## Érdekességek
- A "She's Like The Wind" című dalt, eredetileg a Grandview, USA-nek (1984) írták, de csak később használták fel a filmben.
- A londoni Capital FM hallgatóinak szavazata szerint ez a film a második legnézettebb film.
- Cynthia Rhodes (Penny Johnson) volt az első, akit beválogattak a szereplők közé.
- Az egész filmben, Johnny és Baby mindig kontrasztos színeket visel. Baby nagyon világos színeket, Johnny pedig feketét vagy valami nagyon sötét színt.
- A híres jelenetet, amikor Johnny és Baby éppen próbál és éppen egymás felé másznak, nem volt része a forgatókönyvnek. Ők csak szórakoztak és bemelegítettek, de a rendezőnek annyira megtetszett, hogy megtartotta a filmben.
- Amikor a tónál gyakorolják a táncot azt a jelenetet Virginiában egy hegyi tónál forgatták októberben. Nincsenek közeli felvételek, mert a színészek annyira fáztak, hogy ajkuk elkékült. Patrick, mikor az emeléseket gyakorolták a vízben, a kínok kínját élte át egy korábbi térdsérülése miatt.
- Val Kilmer és Billy Zane is esélyes volt a főszerepre.
- Baby azt mondja Johnnynak, hogy az igazi neve "Frances, az első női kormánytag után." Frances C. Perkins volt amerikai  munkaügyi miniszter 1933-1945 között Franklin D. Roosevelt elnök kormányzása során.
- A "She's Like The Wind" című dal társszerzője Patrick Swayze és Stacy Widelitz. A dalt Patrick Swayze énekelte.
- Jennifer Grey, akkor 27 éves volt. 10 évvel idősebb, mint a karaktere Baby. A meghallgatáson 5 perc alatt be tudta bizonyítani, hogy el tudja játszani a fiatal lány karakterét.
- Eredetileg Lynn Lipton színésznő játszotta volna Marjorie Houseman (Baby anyja) szerepét, de a forgatáson Kelly Bishop kapta meg a szerepet. Vivian Pressman szerepét pedig a film koreográfus asszisztense, Miranda Garrison játszotta.

## Filmzene
1. The Ronettes – "Be My Baby"
2. Frankie Valli és The Four Seasons – "Big Girls Don't Cry"
3. "Merengue"
4. "Fox Trot"
5. "Waltz"
6. "Johnny's Mambo"
7. Tom Johnston – "Where Are You Tonight"
8. The Contours – "Do You Love Me"
9. Otis Redding – "Love Man"
10. Maurice Williams & The Zodiacs – "Stay"
11. The Surfaris – "Wipe Out"
12. Eric Carmen – "Hungry Eyes"
13. Zappacosta – "Overload"
14. Bruce Channel – "Hey Baby"
15. Melon – "De Todo un Poco"
16. The Drifters – "Some Kind of Wonderful"
17. Otis Redding – "These Arms of Mine"
18. Solomon Burke – "Cry to Me"
19. The Shirelles – "Will You Love Me Tomorrow?"
20. Mickey & Sylvia – "Love Is Strange"
21. The Blow Monkeys – "You Don't Own Me"
22. Merry Clayton – "Yes"
23. The Five Satins – "In the Still of the Nite"
24. Patrick Swayze feat. Wendy Fraser – "She's Like the Wind"
25. Bill Medley és Jennifer Warnes – "The Time of My Life"

## Fontosabb díjak, jelölések
Oscar-díj (1988)
- díj: legjobb eredeti filmdal: Donald Markowitz, John DeNicola, Franke Previte

Golden Globe-díj (1988)
- díj: legjobb eredeti filmzene: Franke Previte, Donald Markowitz, John DeNicola
- jelölés: legjobb színész – zenés film és vígjáték kategória: Patrick Swayze
- jelölés: legjobb színésznő – zenés film és vígjáték kategória: Jennifer Grey